# Retablo de Pesaro (Bellini)
El Retablo de Pesaro (en italiano: Pala di Pesaro ) es un óleo sobre tabla de Giovanni Bellini, fechado en algún momento entre 1471 y 1483. Se considera una de las primeras obras de madurez de Bellini, aunque existen dudas sobre su datación y quién la encargó. La técnica de la obra no es solo un uso temprano del óleo sino también del esmalte azul, un subproducto de la industria del vidrio. Ya se había utilizado en los Países Bajos en El entierro de Bouts de 1455, pero éste fue el primer uso del esmalte en el arte italiano, veinte años antes de que Leonardo da Vinci lo utilizara en los apartamentos de Ludovico el Moro en Milán en 1492. Bellini también utiliza el lapislázuli y la azurita, más tradicionales, para otros azules de la obra.
Originalmente se encontraba en la iglesia de San Francisco de Pesaro, en las Marcas, cuando ésta fue suprimida bajo la ocupación francesa en 1797. El retablo fue trasladado inicialmente al ayuntamiento y, tras varios problemas, fue confiado al museo de arte de la ciudad, donde todavía se encuentra.

## Datación
No se conserva ningún documento que permita datar el retablo de forma definitiva. El óleo no se popularizó en Venecia hasta la llegada de Antonello da Messina en 1475, por lo que es poco probable que se realizase antes de esa fecha. En su testamento de 1476, el pintor Giovanni Pizzimegli ofreció hacer un pago para ayudar a sufragar el coste de un retablo mayor para la iglesia de San Francesco, pero no especifica si la obra estaba proyectada, en curso o terminada, por lo que no se puede identificar definitivamente con el Pala de Pesaro. Las teorías más antiguas de Roger Fry, Giovanni Battista Cavalcaselle y Frizzone lo fechan en torno a 1481, mientras que en 1914, el crítico Roberto Longhi lo fechó inicialmente en 1465-1470; y luego, en un nuevo análisis realizado en 1927, lo fechó en 1475. La mayoría de los críticos coincidieron con Longhi hasta que Pallucchini (1959) y Meiss (1963) propusieron 1470-1471, basándose en comparaciones con la escena central del retablo de la Coronación de la Virgen con la Virgen entronizada con santos de Marco Zoppo (actualmente en los Staatliche Museen, Berlín).
La obra muestra una serie de fortalezas, como la de San Terencio de Pésaro en la predela, que Everett Fahy identificó como Fortezza Costanza, proyectada por Francesco Laurana para los Sforza en Pésaro en 1474 y terminada en 1479, aunque su aspecto final ya se había dado a conocer en una medalla de Gianfrancesco Enzola fechada en 1475. La similitud no es lo suficientemente precisa como para demostrar esta hipotética datación. En 1909 Vaccia afirmó que la fortaleza del fondo de la escena de la Coronación se basaba en la Rocca di Gradara, capturada a Pesaro por Rímini en 1463, lo que haría del retablo una celebración de la propia captura o de un aniversario de la misma.
Estudios más recientes, como el de Battisti y Castelli, apuntan a la década de 1480, relacionando la iconología de la obra con acontecimientos políticos como la regencia de Camilla d'Aragona a partir de 1483 o con disputas religiosas de la época, como las que enfrentaban a franciscanos y dominicos. Otra teoría relaciona la obra con las celebraciones del matrimonio entre Costanzo I Sforza y Camilla d'Aragona en 1474.

## Componentes

### Coronación de la Virgen

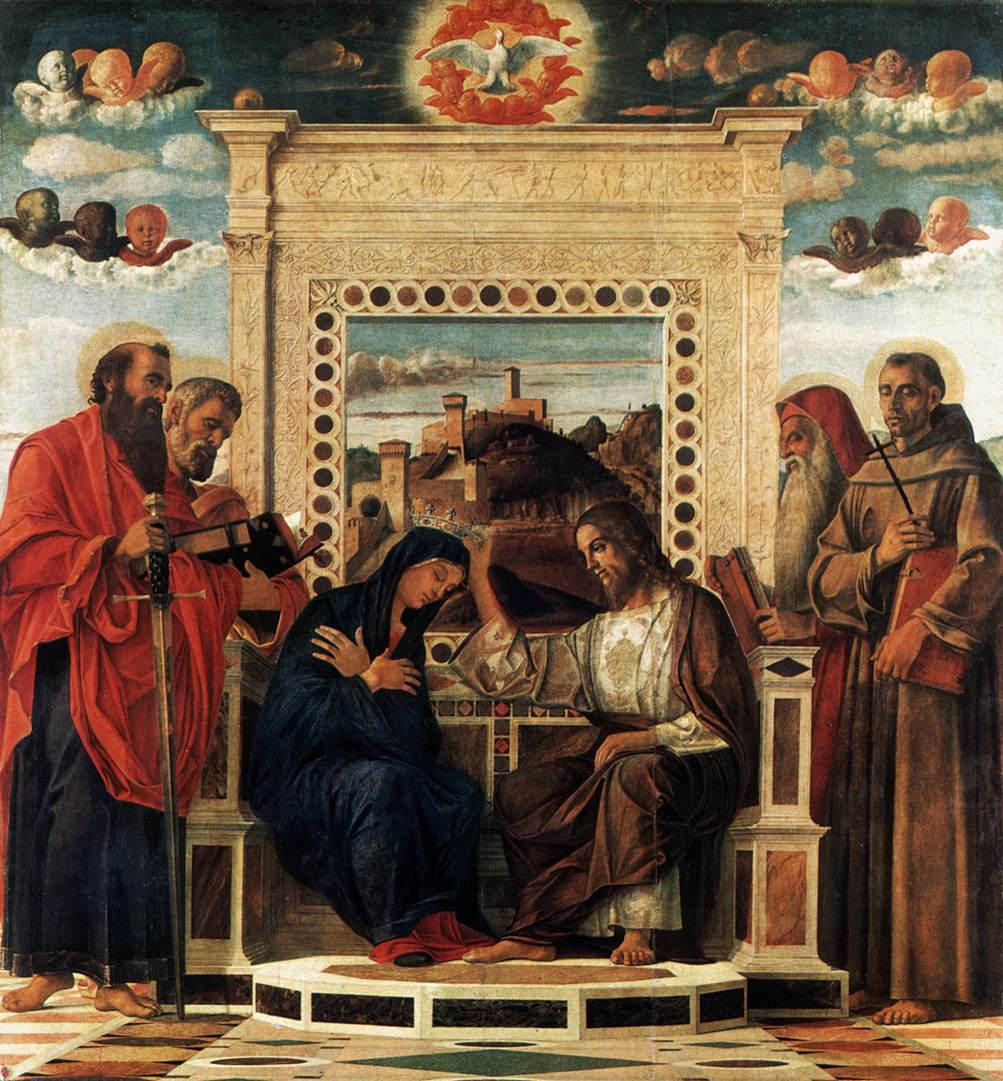
Coronación de la Virgen

El panel central principal muestra la coronación de la Virgen, inusualmente representada en la tierra y no en el cielo. A la izquierda están San Pedro y San Pablo y a la derecha San Jerónimo y San Francisco. María y Cristo están sentados en un trono de mármol cuyo fondo abierto revela un paisaje rocoso realista, rodeado por una cenefa idéntica al marco calcográfico dorado original de la obra. En el centro superior está la paloma del Espíritu Santo, con querubines y serafines a su izquierda y derecha. El suelo está decorado con incrustaciones de mármol, que acentúan la perspectiva y el equilibrio de la composición. Bellini combina las enseñanzas de su cuñado Andrea Mantegna con una luz clara y una síntesis entre la arquitectura, las figuras y el paisaje extraída de Piero della Francesca y la técnica del óleo de Antonello da Messina, cuyas obras pudo haber visto en un posible viaje a las Marcas, la patria de su madre.

### Pilastras
La cornisa está sostenida por dos pilastras, cada una de 61 cm por 25 cm y con una sola perspectiva profunda. La de la izquierda muestra a los santos Catalina de Alejandría, Lorenzo, Antonio de Padua y Juan Bautista, mientras que la de la derecha muestra a la beata Michelina, Bernardino de Siena, Luis de Toulouse y Andrés. Muchos de estos santos fueron promovidos por los franciscanos en esta época.

### Predela

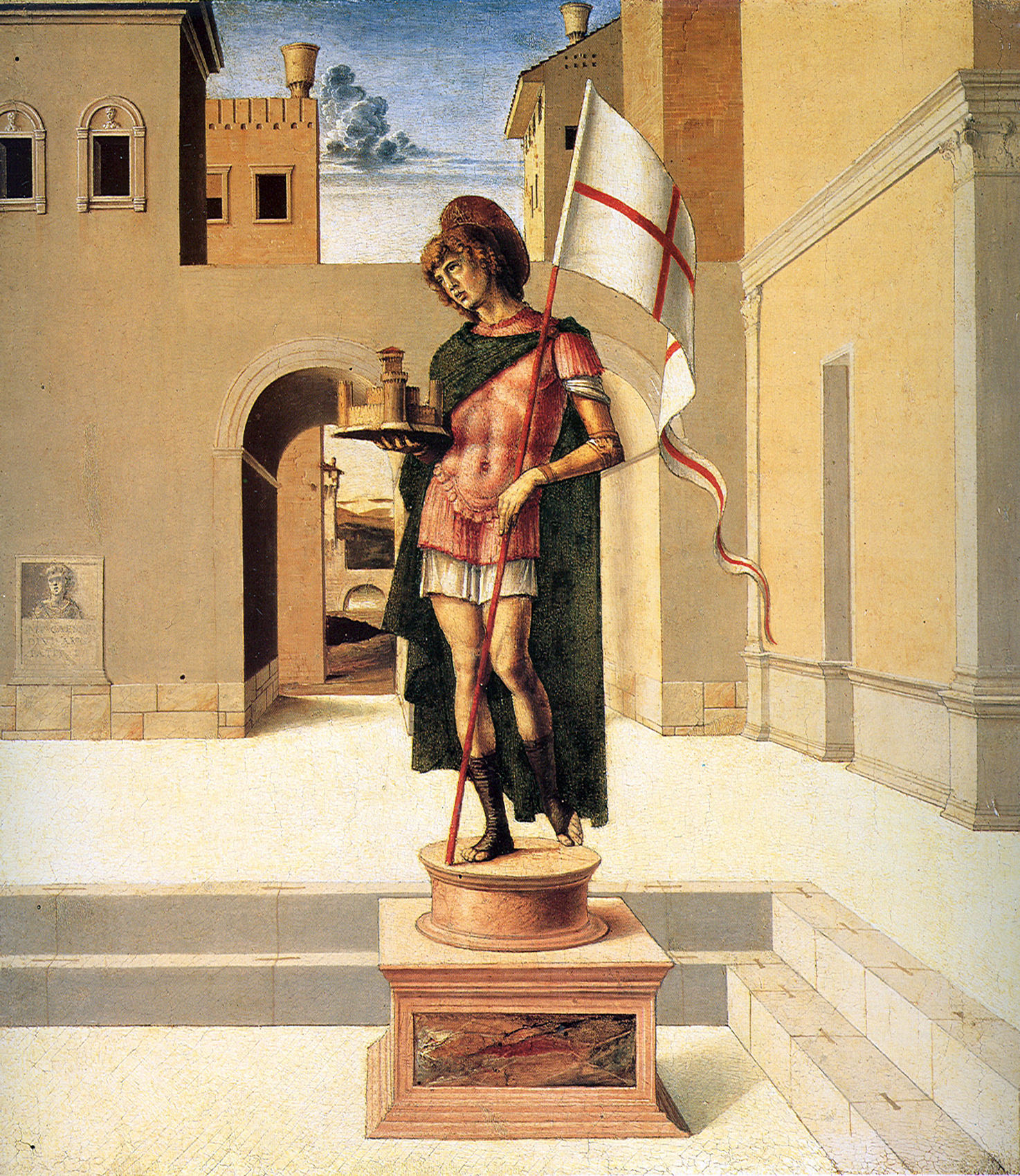
San Terencio

Debajo de la obra hay una predela con un belén central. A su izquierda se encuentran las escenas de San Jorge y el dragón, la Conversión de San Pablo y la Crucifixión de San Pedro, mientras que a su derecha están San Jerónimo en el desierto, San Francisco recibiendo los estigmas y San Terencio. Estas escenas fueron cuidadosamente elegidas, por ejemplo, Francisco era el patrón de la iglesia y también estaba vinculado a los Sforza a través de la orden franciscana, Jorge estaba vinculado a la corte de los Sforza como "santo caballero" y San Terencio (representado como un soldado romano) era el patrón de Pesaro. La colocación de San Jorge y San Terencio en las posiciones privilegiadas de la izquierda y la derecha, normalmente utilizadas para los escudos, probablemente subrayaba el poder militar y cívico de la familia Sforza. Detrás de San Terencio hay un antiguo busto romano sobre una inscripción que alaba a Augusto y lo compara favorablemente con el duque.

### Piedad

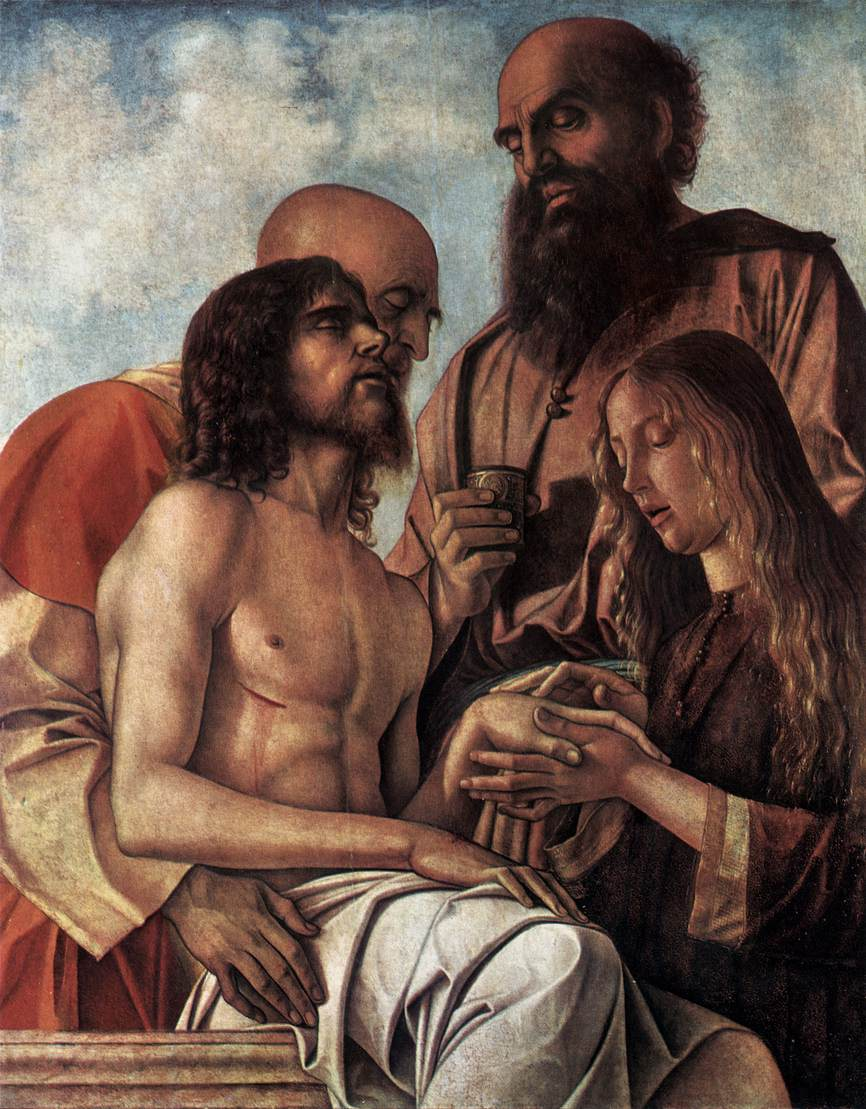
Piedad

Anteriormente, la obra estaba rematada por una Piedad de 106 cm por 84 cm, que rompe con los tratamientos anteriores del tema, al no mostrar el cuerpo de Cristo de frente sino apoyado en el borde de la tumba. Un sirviente sostiene a Cristo por detrás, mientras Nicodemo le entrega un frasco de ungüento a María Magdalena arrodillada, que sostiene la mano de Cristo.
La Piedad fue separada del cuadro principal en 1797 y llevada a París, recuperada en 1815 por Antonio Canova y llevada a Roma. Allí fue asignada a la Pinacoteca Vaticana, donde sigue colgada. Esta Piedad fue atribuida a varios artistas, desde Bartolomeo Montagna hasta Giovanni Buonconsiglio, antes de ser atribuida finalmente a Andrea Mantegna. En 1913, Frizzoni reconoció que se trataba de la parte superior del Retablo de Pésaro, que entonces estaba rematado por una pintura de San Jerónimo. En la actualidad, ésta es la opinión generalizada, aunque Ileana Chiappini sostiene que las dos obras tienen puntos focales diferentes y, por tanto, fueron creadas por separado y sólo se unieron posteriormente.

### Marco
Se refiere a los monumentos funerarios venecianos de la misma época, como el monumento del dux Pasquale Malipiero (diseñado por Pietro Lombardo para Santi Giovanni e Paolo) y el Retablo de San Zeno de Mantegna. Bellini siguió desarrollando el uso del marco como parte integrante del cuadro en obras posteriores como el Retablo de San Giobbe y el Tríptico de Frari.